# Городище (Стрийський район)
Городи́ще — село в Україні, у Стрийському районі Львівської області. Населення становить 495 осіб.

## Розташування села та його географічні назви
Через село тече річка Рудка, права притока Боберки.
Село розташоване в долині на західному березі отиневицького ставу, за 7 км від Ходорова, біля залізниці. Його будівлі розташовані колом, залишаючи вільний простір у середині. Воно складається з трьох частин: на півдні, за залізницею знаходиться Голодівка, на сході — Кут, на заході — Гора. З північної сторони до села течуть дві річки: Ставчанка — з Чорного Острова та  Боберка— з Городища Цетнарського.
На захід від села на горбі також є поля з назвою «До Гупалика». Гупаликом називався потік. За переказами на цьому місці колись стояло давньоруське місто Заграда, знищене монголо-татарами. Пізніше його жителі оселились у долині і таким чином виникло село Городище. Назва села Городище безсумнівно вказує на те, що тут колись знаходився літописний давньоруський «город». Легендарна назва «Заграда» може підказувати, що це могло бути прикордонне укріплене містечко на межі Звенигородського та Галицького князівств, які об'єдналися в єдине тільки у 1144 році. Через це городище проходив у той час другий великий шлях «з варяг у греки», записи про який збереглись у хроніках вікінгів.
Інша легенда каже, що село було назване Городищем Королівським тому, що в ньому колись стояв замок, де мешкав польський король. Стояв цей замок на тому місці, де тепер церква. Ця думка теж має в собі раціональне зерно, бо вказує місце розташування цього давнього укріплення (замку). Звичайно, жоден із польських королів тут не мешкав, а село стало називатись Королівським тому, що після захоплення Польщею Галичини всі князівські (або державні) володіння перейшли в руки польського короля.
Таким чином, більшість перших письмових згадок про села Львівщини датується після 1440 року, бо більш ранні документи згоріли під час пожежі львівського архіву того ж року.

## Соціально-економічний розвиток села
Село згадується 4 квітня 1458 р.
У податковому реєстрі 1515 року зазначено, що від села Ґродзисько держава брала податок від 7,5 лану землі. Лан землі мав 30 моргів, морг становив 0,56 га. Отже, село вже тоді обробляло близько 120 га землі.
У господарському інвентарі 1644 року зазначено, що в селі було 11 сімей.
У січні 1649 році король надав це село разом із кількома іншими (в тому числі й селом Дзюрки) Войцехові Моравцеві і він володів ним як мінімум до 1665 року.
У 1687 році король Ян Соб'єський передав село панові Зигмундові Дамбському та його дружині Софії з Даниловичів, а в квітні 1693 році він же дозволив подружжю Дамбських передати свої права на село панові Олександру Цетнеру, власникові сусіднього Городища Цетнарського. У пізніші роки від родини Цетнерів село, як шлюбний посаг Францішки Центнер, перейшло до родини графів Жевуських.
Австрійська держава свого часу відібрала Городище у графа Жевуського, як державний маєток, на який він не мав повного права власності. Від держави село імовірно купив пан Ілярій Сем'яновський. Відомо, що в 1809 році він робив рівномірний поділ ґрунтів між селянами Городища. Кожне тягле господарство отримало по 10 моргів землі.
Податковий реєстр села 1820 року засвідчує, що в селі було 79 номерів (73 господарства). Панщини відробляли по 52 дні на рік, тобто по 1 дню на тиждень.
У 1839 році село вже було власністю Юзефа Забєльського.
Після скасування панщини в 1848 році посеред села було встановлено кам'яний хрест Свободи. На той час тут проживало 518 осіб греко-католицького населення.
У 1870-х роках у селі розгортався рух тверезості. Селяни почали читати газети і брошури. Особливою популяризацією преси і руху тверезості в селі займались Федір Стахів та Кіндрат Юськів. Щоб зменшити залежність від жидів-лихварів селяни заснували в Городищі свою позикову касу з капіталом 200 ринських золотих. З початку 1876 року селяни припинили ходити до корчми. Місцевий корчмар, який жив тут 30 років, 11 червня 1876 року мусив забратися з села.
У 1880 році сільський фільварок уже належав Алоїзію Бохенському і мав він 321 морг землі. Селянські землі становили тоді 973 морги.
Приблизно в 1928 році були розпродані фільваркові землі в селі і він сам припинив своє існування. З того часу одна з частин села отримала назву Парцеляція.
Згідно зі звітом читальні за 1938 рік тут нараховувалось 186 сімей (в тому числі 4 польських та 2 жидівських). Такими скупими цифрами можна окреслити розвиток села до початку II світової війни.

## Церква
На околиці Городища знаходиться дерев'яна церква 1898 року.
Вже в податковому реєстрі 1578 року зазначено, що в селі був свій священик. З акту церковної візитації 25 січня 1743 року відомо, що в селі була нова церква св. Покрови, збудована за згодою власника села графа Міхала Юзефа Жевуського. Парохом у селі на той час був о. Петро Дебелий, поставлений тут на посаду у 1715 році з дозволу Констанції Думаневської (або Гонсєвської), дружини Цетнера.
У 1794 році сільська церква згоріла. Цілком можливо, що після цього нова тимчасова церква була перенесена на нове місце. Перед теперішньою церквою стоїть кам'яний хрест із написом про те, що він встановлений стараннями війта Йосипа Балука на місці старої церкви у 1894 року.
У 1890 році громада закінчила будівництво нової дерев'яної церкви з різаних ялиць, яка стоїть дотепер на кам'яному фундаменті. Будівництво було розпочате, очевидно, ще 1896 року, бо ця дата є над входом до церкви.
У 1906 р. у прощі до Палестини разом із митрополитом А. Шептицьким брали участь четверо господарів з Городища: Гамкало Йосип (вуличне прізвисько Корецький), Гамкало Йосафат, Гулей Йосафат та Чад Григорій.
У 1928 році в селі була духовна місія і тоді під церквою був закопаний високий дубовий хрест. Другий такий хрест біля нього був встановлений у 1986 році з нагоди 100-річчя церкви. Одночасно був встановлений і хрест в честь 1000-ліття хрещення Русі-України, на якому помилково замість цифр «988-1988» були вирізані цифри «988-1986».
До 1941 року парохом у селі був о. Зигмунд Слиж. У роки німецької окупації влада наказала для військових потреб здати церковні дзвони. Церковний комітет вирішив таємно закопати дзвони, а німцям здали два старі дзвони та один шкільний. У 1950-х роках дзвони були відкопані і встановлені на дзвіниці.
Від грудня 1944 року до квітня 1949 року парохом був о. Роман Чайковський, який проводив у селі велику виховну роботу. З 1950 р. 39 років парохом був о. Михайло Білинський, 1918 р. н. Він помер 21.9.1989 року і похований зліва від церкви.
На початку 1990-х років у селі відбулися збори парафіян, на яких було прийняте рішення про вихід із підпорядкування РПЦ та перехід до УГКЦ.

## Культурно-освітнє і політичне життя в селі
25 серпня 1902 року з Городища до намісництва була послана заява 11 осіб про намір заснувати в селі читальню «Просвіти». 4 жовтня відбулось її відкриття. При ній тоді працював осередок спортивного товариства «Січ», яке було засноване в селі на початку серпня 1910 року. Ініціатором його заснування в Городищі, Чорному Острові, Бородчицях та Руді був студент філософії Григорій Микитей.
У підрозділах УСС в роки першої світової війни воювали Йосип Миколайович Балук, Володимир Львович Гамкало, Микола Йосипович Гамкало, Іван Йосафатович Микитей (у І полку УСС) та Андрій Кіндратович Юзьків.
У 1927 році або раніше в Городищі був створений осередок спортивного товариства «Сокіл». У товаристві було 72 члени. Оскільки воно також виконувало функції добровільної протипожежної команди, то мало 3 відер, 2 драбини, 4 гаки, 5 душениць та сигнальну сурму.
У вересні 1930 року поляки провели в Галичині «пацифікацію» («умиротворення»), тобто каральну акцію, метою якої було нанесення удару по культурному житті українців та національній свідомості людей. Акція супроводжувалась жорстоким побиттям селян, грабежем продуктів харчування. Треба визнати, що вчителі-поляки Мацей та Ванда Самітовські стали тоді на захист своїх односельчан і в Городищі не було таких звірячих знущань, як у деяких інших селах.
Мабуть ще до «пацифікації» в селі виник осередок ОУН. У різний час її членами були Василь Миколайович Балук, 1910 р.н., Іван Захарович Балук, 1910 р.н., Микола Теофілович Гулей, 1903 р.н., Дмитро Кипріянович Лушпак, 1912 р.н., Микола Кипріянович Пухаль, 1909 р.н., Степан Олексійович Корпан, 1908 р.н., Григорій Ярославович Гамкало, 1918 р.н. та Нестор Романович Пухаль, 1914 р.н. Всіх їх за політичну діяльність (вивішування українських прапорів, поширювання листівок антидержавного змісту і ін.) переслідувала поліція і кидала до тюрем.
У «Нарисі історії ОУН» Петра Мірчука зазначено, що 25 березня 1933 року в Бережанах були засуджені за належність до ОУН та участь у саботажних акціях Григорій, Василь та Степан Балуки, Дмитро Умлянт та Микола Пухаль. Всі отримали по 2 роки ув'язнення, але відбувати його мав лише останній. Там також зазначено, що в Городищі був заарештований у жовтні 1933 року студент-теолог Іван Балук.
У 1938 році в Городище надходили 4 українські часописи. У селі діяли осередки товариств «Союз українок» та «Сільський господар», антиалкогольного товариства «Відродження». Читальня нараховувала 115 членів, а її бібліотека — 278 книг. Керівники читальні стояли на яскраво виражених націоналістичних позиціях.

## Школа
27 січня 1887 року шкільна рада вирішила, що в Городищі від 1 вересня цього року має розпочати роботу філіальна школа. Вчитель у ній повинен був отримувати за рік 250 ринських золотих.
У селі впродовж якогось часу вчителював відомий музикант та організатор шкільних хорів і оркестрів Фелікс Дзєнцьоловський та вчителька-українка Бричівна.
Школа була розміщена у валькованій хаті, яка стояла окремо на площі. Кімната для занять була тісною і мала розміри всього 5,3 х 5,3 х 2,3 метра. На початку XX ст. школа була визнана аварійною і вже у березні 1904 року крайова шкільна рада дала дозвіл на будівництво нової школи, будинок якої дотепер вірно служить сільським школярам. Відкриття нової школи відбулось 1 вересня 1912 року.
Мало вивчена історія школи у воєнні та повоєнні роки. Відомо, що в 1949 році у 7 класі навчалося 39 учнів, а за період від 1.9.1958 до 1.9.1990 року через школу пройшли 420 учнів.
У 1973 році школа була перетворена на початкову. Неповна середня школа була відновлена в селі 1 вересня 1991 року.

## Життя Городища у воєнні- та післявоєнні роки
За роки другої світової війни на фронтах у Червоній армії загинули 17 мешканців Городища, а в боях з енкаведистами або від їхніх куль — 48 жителів села.
Після ліквідації основних сил УПА та організованого збройного підпілля в Галичині була розпочата масова колективізація. В Городищі восени 1948 року був заснований колгосп «Червоне поле». Сільський колгосп був об'єднаний з отиневицьким, а згодом був включений до складу радгоспу «Ходорівський». У 1975 році після 7 років підготовчих робіт село було газифіковане.

## Деякі штрихи з життя села за останні десятиліття
У 1990 році в селі був створений осередок Руху. Головою його був М. Й. Гулей. У селі завирувало культурне та громадське життя. Був урочисто відновлений хрест Свободи, який на переломі 1950-60-х років було зруйновано у процесі антирелігійної кампанії. Відновлений був тільки 1990 року.
На початку червня 1989 році на сході села був обраний комітет для спорудження в Городищі пам'ятника Т. Шевченку. Його відкриття відбулося 11 серпня 1991 року.
У 1994 році на цвинтарі було збудовано меморіал жертвам більшовизму, який складається з двох стел та високого (до 6 м) металевого хреста.

## Політика

### Парламентські вибори, 2019
На позачергових парламентських виборах 2019 року у селі функціонувала окрема виборча дільниця № 460338, розташована у приміщенні школи.
Результати
- зареєстрований 321 виборець, явка 63,55 %, найбільше голосів віддано за «Європейську Солідарність» — 24,02 %, за «Слугу народу» — 20,10 %, за Всеукраїнське об'єднання «Свобода» — 14,71 %.[4] В одномандатному окрузі найбільше голосів отримав Андрій Кіт (самовисування) — 55,88 %, за Андрія Гергерта (Всеукраїнське об'єднання «Свобода») — 20,59 %, за Володимира Наконечного (Слуга народу) — 8,82 %[5].

## Відомі люди
- Гамкало Григорій — провідник Городоцької (Львівської) округи ОУН, окружний референт пропаганди.
- Микитей Григорій Йосипович (1888—1945) — член керівництва львівської «Просвіти», редактор газети «Стрілець», у 1919—1920 роках — посол УНР в Югославії, у 1920—1923 роках — член еміграційного уряду ЗУНР у Відні.
- Гулей-Калинець Єфросинія Теофілівна (1913—1990) — мати Ігоря Калинця, відомого українського поета, одного з когорти «шістдесятників»[6].
- Гулей Андрій Теофілійович (1919—1941) — студент філософії Львівського університету, закатований нквдистами в тюрмі на Лонцького, Львів[7]
- Гамкало Іван Дмитрович — народний артист України, відомий диригент, професор.
- Ярослав Романович Лижник (06.03.1960) — український журналіст, письменник. Закінчив факультет журналістики Львівського державного університету ім. Івана Франка. З 1986 р. працює у газеті «Рідний край» (Сторожинецький район Чернівецької області). Нині головний редактор цього видання. Його вірші та новели друкувалися у журналах «Дзвін», «Кур'єр Кривбасу», «Буковинський журнал», а також вийшли в антологіях: «Квіти в темній кімнаті» (Київ), «Приватна колекція» (Львів). Автор книг: «Чорний острів», «І день гукає молодий». Член Національної спілки журналістів України.